# Сліди тварини
Сліди тварини — залишені твариною відбитки на снігу або грунті, а також на траві, особливо під час роси.

Мають велике значення для полювання: по слідах тварин відшукують (вистежують) і відстрелюють (відловлюють), розпізнають їх кількість, стать, вік, а також чи поранена тварина і навіть наскільки сильно поранена.
Вовчий слід схожий на собачий, але більш чіткий, головна ж відмінність полягає в досконалій правильності сліду і прямолінійності його напрямку: вовк йде — кроком або підтюпцем — таким чином, що кожен раз в слід правої ноги ступає ліва задня і навпаки, так що сліди тягнуться стрічкою; якщо вовків кілька, то наступні за переднім йдуть слід у слід, від чого виходить враження, що пройшов тільки один звір.
Звичайний біг зайця — великі стрибки, причому задні ноги він виносить майже або зовсім одночасно, а передні ставить послідовно одна за одною; тільки при дуже великих стрибках заєць ставить і передні лапки майже разом.